# دیوید بیکر
دیوید بیکر (انگلیسی: David Baker; ۶ اکتبر ۱۹۶۲ –) بیوشیمیدان و زیست‌شناس محاسباتی آمریکایی است که روش‌هایی را برای طراحی پروتئین‌ها و پیش‌بینی ساختارهای سه بعدی آنها کشف کرده است. او استاد بیوشیمی هنریتا و اوبری دیویس، محقق موسسه پزشکی هاوارد هیوز، و استادیار علوم ژنوم، مهندسی زیستی، مهندسی شیمی، علوم کامپیوتر و فیزیک در دانشگاه واشینگتن است. او جایزه مشترک شیمی ۲۰۲۴ را برای کارش در طراحی پروتئین محاسباتی دریافت کرد.
برنامه‌های هوش مصنوعی توسعه یافته توسط بیکر و دیگران اکنون تا حد زیادی مشکل پیش‌بینی ساختار پروتئین را حل کرده‌اند. بیکر یکی از اعضای آکادمی ملی علوم ایالات متحده و مدیر مؤسسه طراحی پروتئین دانشگاه واشینگتن است. او بیش از دوازده شرکت بیوتکنولوژی را تأسیس کرده است و در فهرست ۱۰۰ فرد تأثیرگذار در سلامت مجله تایم در سال ۲۰۲۴ قرار گرفته است

## زندگی
بیکر در خانواده یهودی در سیاتل، واشینگتن در ۶ اکتبر ۱۹۶۲ به دنیا آمد. پدرش مارشال بیکر فیزیکدان و مادرش مارسیا بورجین، ژئوفیزیکدان اشت. او از دبیرستان گارفیلد سیاتل فارغ‌التحصیل شد.

## جوایز
در سال ۲۰۲۴، بیکر نیمی از جایزه نوبل شیمی را به خاطر کارش در طراحی پروتئین دریافت کرد. نیمی دیگر برای توسعه AlphaFold، برنامه ای برای پیش‌بینی ساختار پروتئین، به جان ام. جامپر و دمیس هاسابیس رفتند.